# Sint-Johannes-de-Doperkerk (Bastia)

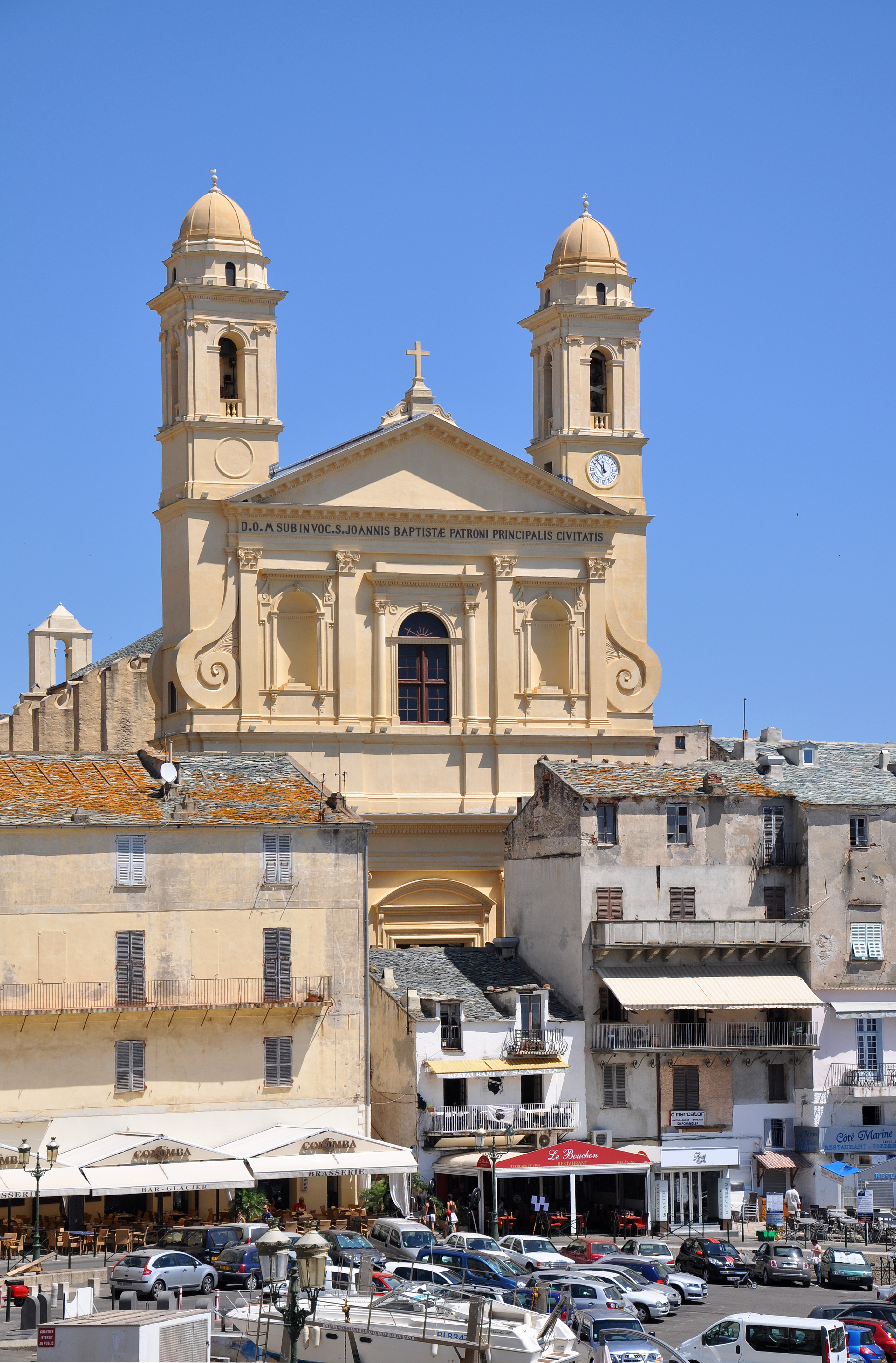
Façade

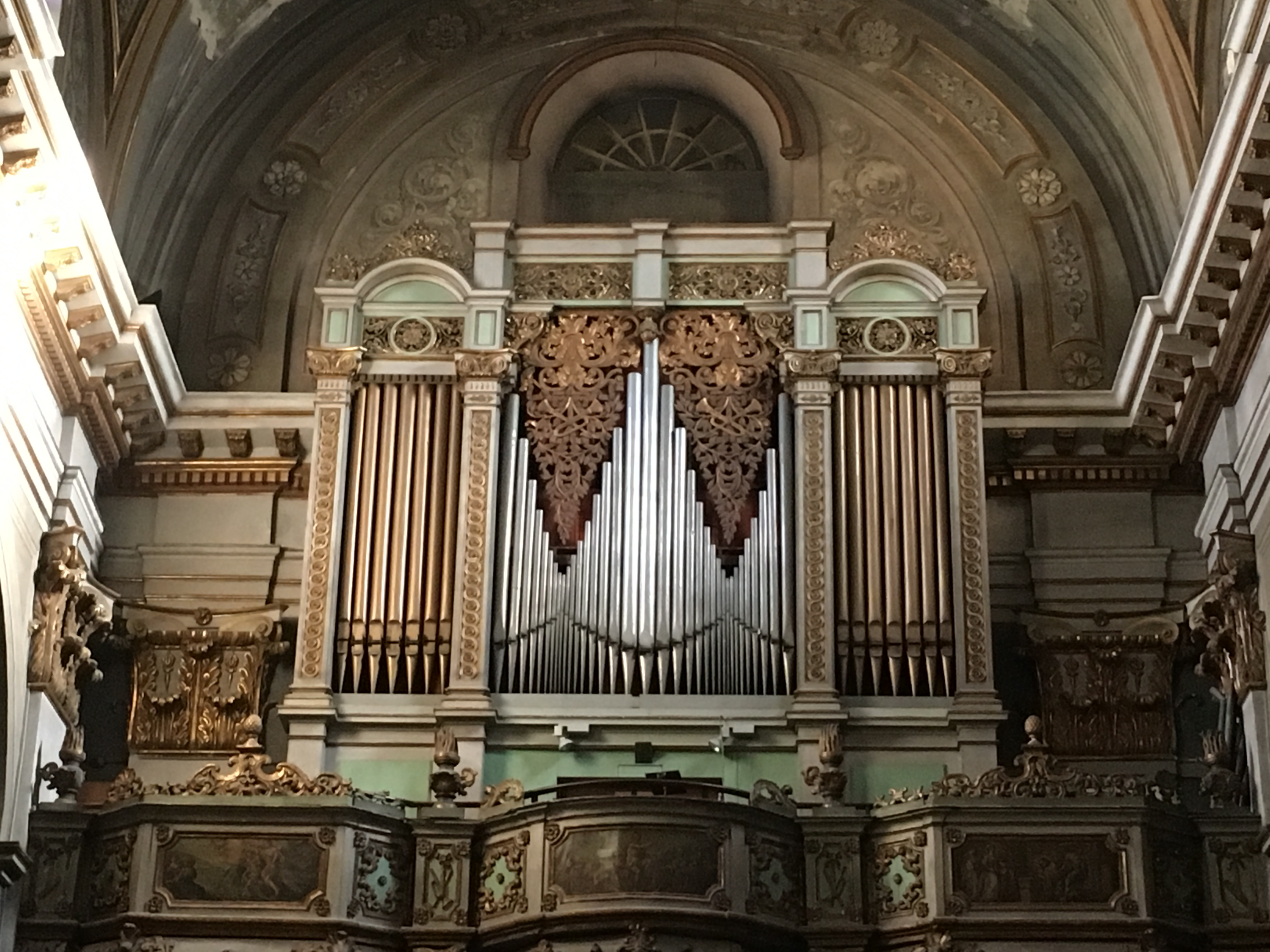
Orgel

De Sint-Johannes-de-Doperkerk (Frans: Eglise Saint Jean-Baptiste) is een rooms-katholieke kerk in Bastia (Corsica). Het is het grootste kerkgebouw van Corsica en is gelegen nabij de haven, in de wijk Terra Vecchia.
De kerk werd gebouwd in barokstijl tussen 1636 en 1666 en verving een kleinere kapel. De façade van de kerk werd gebouwd in de 19e eeuw en heeft twee identieke klokkentorens. De eerste toren werd gebouwd in 1810, maar daarna bleef de façade onafgewerkt tot in 1864 het centrale fronton en de tweede toren werden gebouwd onder leiding van architect Paul-Augustin Viale. 
Het interieur van de kerk is rijkelijk versierd. Het hoofdaltaar is in marmer en werd gemaakt in Genua door beeldhouwer Honoré Pellé. Het heeft een zilveren tabernakel. Verder is er een marmeren standbeeld van Johannes de Doper, een beeldengroep die de besnijdenis van Christus uitbeeldt en een opvallend orgel uit 1742. De preekstoel in marmer ingelegd met gekleurde stenen, werd besteld in Genua bij beeldhouwers Gaetano en Gian Andrea Torre en werd in 1781 geplaatst. In de kerk bevinden zich barokschilderijen van Domenico Piola, Giovanni Raffaele Badaracco en Lorenzo De Ferrari.
Het gebouw is sinds 2000 beschermd als historisch monument. De kerk doet dienst als parochiekerk.